# Montaigu-la-Brisette
Montaigu-la-Brisette – miejscowość i gmina we Francji, w regionie Normandia, w departamencie Manche.
Według danych na rok 1990 gminę zamieszkiwało 407 osób, a gęstość zaludnienia wynosiła 28 osób/km² (wśród 1815 gmin Dolnej Normandii Montaigu-la-Brisette plasuje się na 506. miejscu pod względem liczby ludności, natomiast pod względem powierzchni na miejscu 258.).